# Les Creux de maisons
Les Creux de maisons est le premier roman d'Ernest Pérochon. Il est publié en 1912 en feuilleton dans L'Humanité. Il échoue de peu au Prix Femina en 1913.
La profonde originalité du roman tient en ce qu'il a pour héros un couple de journaliers agricoles du Bocage bressuirais, les plus pauvres des pauvres.
Le roman fera connaître la misère noire des ouvriers agricoles, alors ignorés, à la différence des ouvriers d'usines.

## Résumé
Séverin Patureau rentre du service militaire. Il a passé son enfance comme cherche-pains (mendiant) et n'a plus ni biens ni parents, seulement beaucoup de courage pour travailler. Il s'engage comme journalier puis valet dans les fermes voisines. Amoureux d'une jolie meunière, Delphine, il réussit à l'épouser. Celle-ci se gage comme bonne de ferme.
L'objectif du couple est de travailler dur et d'économiser pour louer une borderie, où ils pourront vivre plus aisément.

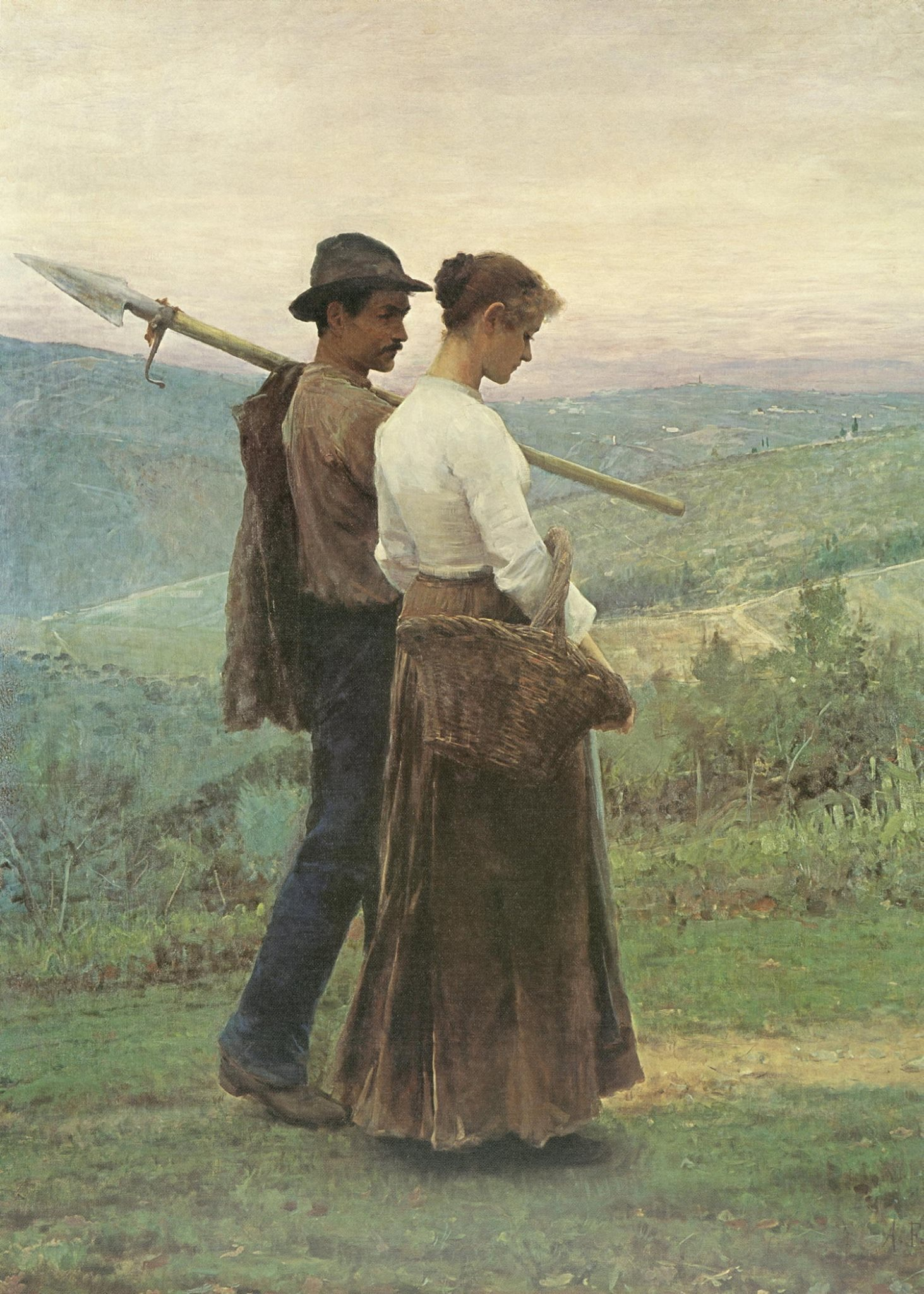
Lune de miel, Arturo Faldi, 1892

Pour économiser davantage, ils s'installent, comme beaucoup de journaliers, dans une cabane insalubre, un "creux de maison". Delphine, épuisée par la maladie, le travail et les maternités meurt bientôt. La fille aînée de Séverin devient cherche-pains, comme l'a été son père. Elle meurt de  malnutrition et de maladie à son tour.
Séverin veut encore s'acharner au travail pour élever le reste de sa famille.
Le roman se termine sur une demi-note d'espoir : espoir de nouvelles lois sociales, espoir de meilleurs gages, les valets quittant le Bocage pour les Charentes où les conditions sont meilleures.

## Les lieux de l'intrigue
Le roman se passe dans le Bocage près de Bressuire. C'est une région aux sols médiocres semblable au Bocage vendéen et à la Gâtine de Parthenay (ou Gâtine poitevine).
Ernest Pérochon est né dans une famille paysanne à Courlay près de Bressuire et a été instituteur à Saint-Paul-en-Gâtine près de La Châtaigneraie où les conditions étaient semblables.

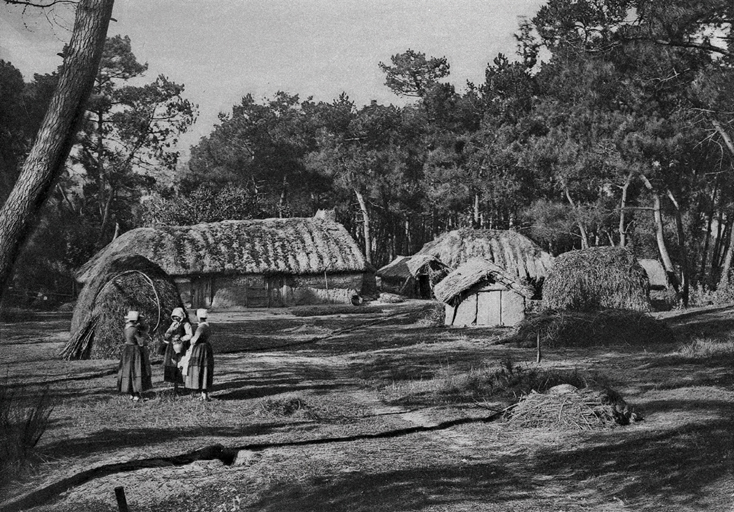
Une bourrine de Vendée

Les creux de maisons étaient des habitations particulièrement insalubres : «C'était une cabane bossue et lépreuse, à peine plus haute qu'un homme; on descendait à l'intérieur par deux marches de granit; il y faisait très sombre car le jour n'entrait que par une lucarne à deux petits carreaux; l'hiver, il y avait de l'eau partout». Il faut rajouter que ce n'était qu'une petite pièce étroite où toute la famille devait s'entasser. Il y avait cependant un petit jardin et un appentis où on pouvait élever quelques lapins.
Ces maisons ne sont pas différentes des penn-ty bretons et égalent en insalubrité les petites métairies troglodytiques de Touraine (Vallée des Goupillières, par exemple) ou les bourrines vendéennes de l'époque.
Le fait de creuser le sol permettait d'atteindre l'argile plus stable que l'on pouvait damer pour obtenir la terre battue. La position demi-enterrée permettait  d'amortir les fortes chaleurs et surtout les grands froids, car il n'y avait souvent rien pour se chauffer. L'inconvénient était l'humidité qui pouvait durer tout l'hiver et entraîner les maladies. En soi, la terre battue n'est pas un mauvais sol, elle est même redécouverte aujourd'hui dans les maisons en matériaux de construction naturels et elle était très courante dans les maisons paysannes de l'époque. C'est sa position enterrée et l'absence de drainage qui en faisait un élément si malsain.
Dans Mon village, ses hommes, ses routes, son école, 1848-1914, Roger Thabault, qui a été instituteur à Secondigny (Deux-Sèvres) décrit les conditions de travail terrifiantes des ouvriers agricoles à Mazières-en-Gâtine (près de Parthenay) où il était né. Ce livre corrobore les récits de Pérochon.

## Le contexte social et économique
Les Creux de maisons représentent en quelque sorte la face obscure de la Belle Époque : «Il est néanmoins certain que la société paysanne dont la peine et la sueur finançaient les plaisirs des 7 à 8 % de Français profitant de la Belle Époque, a été au centre de ses premiers romans ». Ce propos doit être nuancé car toute une classe moyenne dont font partie certains employeurs des héros, des paysans aisés, profite aussi des progrès de l'époque.
L'agriculture française avait subi plusieurs crises, les paysans de Gâtine et du Bocage tentent alors de se reconvertir vers l'élevage moderne qui offre des perspectives prometteuses, compte tenu de la médiocrité de leurs terres. Conscients de leurs efforts, ils reportent leurs difficultés sur leurs maisonnées et leurs domestiques. Ils sont d'ailleurs tout à fait au courant de cette évolution dans d'autres pays et des possibilités de la mécanisation. Dans Tess d'Urberville paru en France en 1901, Thomas Hardy avait dressé le tableau d'un bocage anglais considérablement plus avancé.
Socialement, le Bocage et la Gâtine offrent un tableau contrasté où nobles ruraux et clergé catholique forment des ensembles encore importants. Les catholiques qu'on appelait plus communément les calottins s'affrontent aux laïcs (c'est-à-dire républicains plutôt socialistes) aux parpaillots (les protestants assez novateurs) et aux dissidents de la Petite Église des Deux-Sèvres surtout pour l'organisation de l'enseignement,. Par ses parents, Pérochon est de culture protestante ; en tant qu'instituteur public, c'est évidemment un laïc.
La forte natalité, qui amplifie les problèmes des valets et des petits paysans, est plutôt un trait catholique. La natalité est beaucoup plus faible en Touraine et en Charentes, régions où Séverin rêve d'émigrer et qui ont effectivement accueilli beaucoup de migrants des Deux-Sèvres.
Les petits métayers représentaient une couche sociale un peu moins défavorisée. La vie des métayers est minutieusement décrite dans La Vie d'un simple d'Émile Guillaumin avec qui Pérochon était en correspondance.

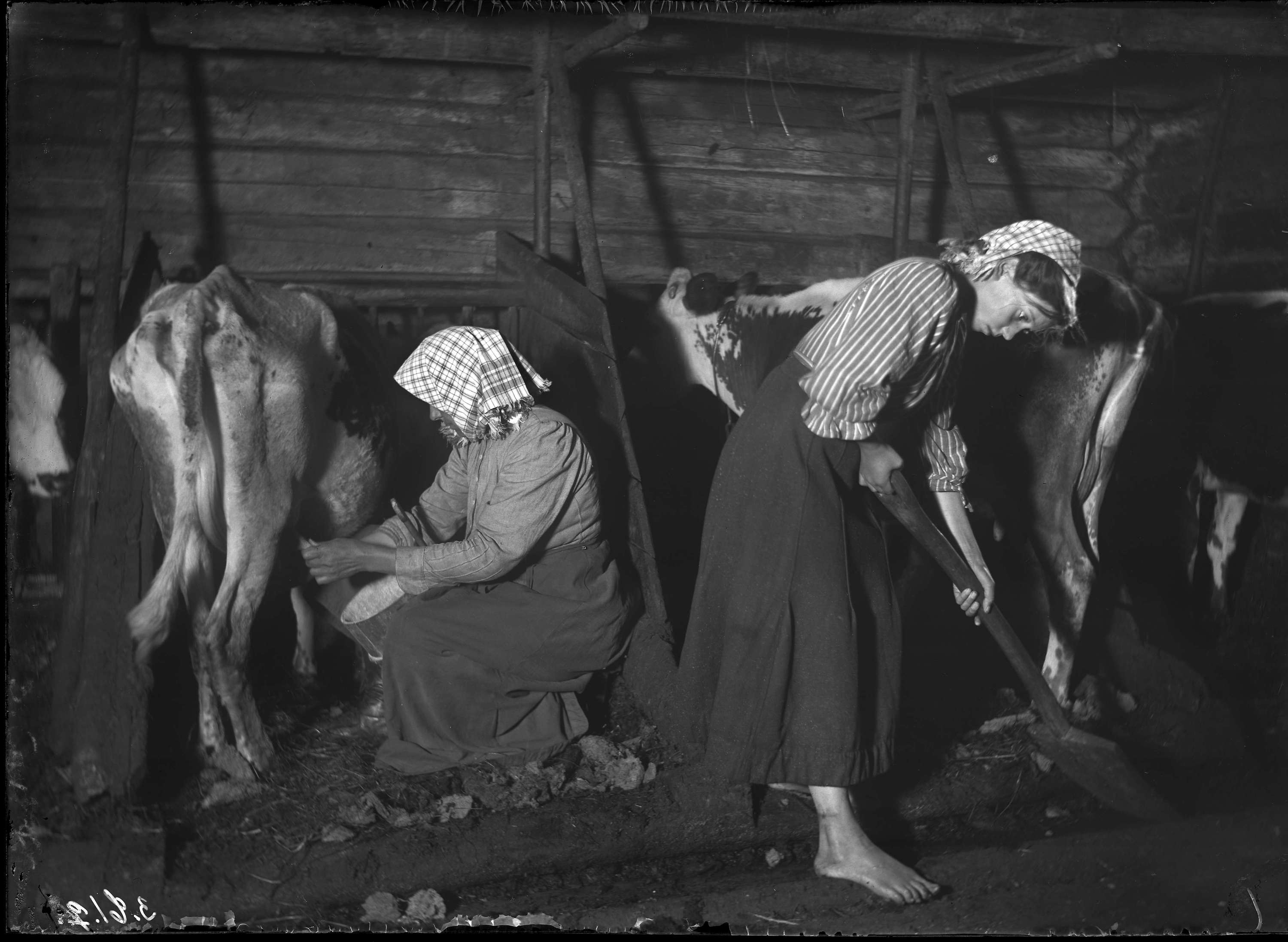
Travail agricole en Suède en 1911, l'année précédant la parution du roman de Pérochon.

Aussi bien Guillaumin que Pérochon veulent à travers à leurs romans dénoncer un scandale social suivant en cela Zola. Pérochon se réfère explicitement à Zola dans le roman. Cependant La Terre de Zola est une sorte d'enfer où les caractères exacerbés et ultra-violents des paysans finissent par paraître irréels. Au contraire, des romans de Guillaumin et de Pérochon, il se dégage une empathie profonde pour les héros qui tient sans doute au fait que les auteurs connaissent parfaitement le milieu dont ils parlent. Le lecteur est tout de suite touché. L'œuvre de Pérochon et particulièrement Les Creux de maisons  peut être comparée à celle (légèrement postérieure) de l'écrivain suédois Ivar Lo-Johansson qui décrit les conditions de vie des statares, ouvriers agricoles et forestiers, payés en nature et vivant misérablement.
Comme Zola et Hardy, Pérochon est très sensible à la condition féminine. On peut aussi soupçonner l'influence de l'immense  Anna Karénine de Léon Tolstoï, paru en 1877, où derrière le thème principal des aspirations brisées de la Femme, est mis en évidence, en toile de fond, le scandale du servage en Russie. Tolstoï était énormément lu au début du XXe siècle.

## Les conditions de la parution
Sans connaissances des arcanes du monde littéraire, Pérochon sera aidé par Gaston Chérau, journaliste né à Niort qui a aussi écrit sur les paysans du Berry, et par le député socialiste Pierre Brizon que Pérochon a eu comme professeur à l'école normale de Parthenay. C'est Brizon qui le met en relation avec les responsables de L'Humanité. Louis Perceau, écrivain anarchiste, ami de Jean Jaurès et auteur des Contes du Marais Poitevin, également originaire des Deux-Sèvres y  collabore aussi alors. L'Humanité publie le roman en feuilleton en 1912. L'année suivante, fort de son succès dans les colonnes de L'Humanité, Pérochon publie le roman à compte d'auteur.
La parution du roman en feuilleton précédemment provoquera le retrait de l'ouvrage du prix Femina. Pérochon se rattrapera avec le Prix Goncourt attribué à son autre roman Nêne en 1920 et qui traite sensiblement du même sujet.

## La langue et le style du roman
Le style du Pérochon est particulièrement clair et précis, il va droit à l'essentiel sans fioritures.
Enfant de Courlay, Pérochon connaissait parfaitement le poitevin, la langue du Poitou considérée à l'époque comme patois. Pérochon emploie nombre de tournures fréquentes en poitevin, principalement dans les conversations. Toutefois, ce sont surtout les mots particuliers au poitevin et les expressions locales typiques qui apportent du charme au roman. Elles sont jugées savoureuses par les critiques mais elles sont seulement vraies pour les patoisants. Pérochon, au contraire de nombreux instituteurs des campagnes, ne méprisait pas le patois.
Ce style peut être rapproché de celui de Robert Burns. Burns, paysan et poète écossais, très populaire à l'époque, pouvait écrire aussi bien en Scot qu'en anglais. il préférait cependant écrire en light Scot, un mélange des deux, ce qui lui permettait de  marquer son authenticité tout en restant compris du plus grand nombre.